# Chrysolina levi
Chrysolina levi é uma espécie de artrópode pertencente à família Chrysomelidae.